# Autoritratto al cavalletto
Autoritratto al cavalletto  è un dipinto a olio su tela di Sofonisba Anguissola, databile 1556-1565 circa e conservato nel  Castello di Łańcut. Non è solamente un autoritratto, ma è anche un quadro devozionale di Sofonisba Anguissola, della quale si conoscono altri autoritratti.

## Descrizione
Numerosi sono infatti gli autoritratti di Sofonisba Anguissola, tra cui Autoritratto alla spinetta (Napoli, Museo di Capodimonte) che sembra appartenere alla stessa epoca del quadro di cui qui si tratta, Autoritratto dipinto nel 1554, Vienna, Kunsthistorisches Museum e Autoritratto in miniatura, Boston, Museum of Fine Arts. 
Altre volte Sofonisba Anguissola dipinse se stessa insieme a persone della sua famiglia. Nell'autoritratto di Vienna appare di qualche anno più giovane e la sua pittura è sicuramente più immatura, meno sapiente è la stesura del colore e c'è qualche imprecisione nella rotondità del viso. Tiene in mano un libro aperto, in cui si legge questa frase: Sophonisba Angussola Virgo seipsam fecit 1554.
Questo quadro si apparenta anche, per stile, con Autoritratto alla spinetta che si trova a Napoli. Non si conosce il dipinto che è sul cavalletto e non si sa se sia mai stato realizzato. Vivezza dei colori, sulla tavolozza appoggiata sulla mensola del cavalletto. Colletto orlato di pizzo. Veste morella, con soprveste nera. 
Sofonisba Anguissola entrò in contatto con la scuola pittorica bergamasca, in particolare con le opere di Giovan Battista Moroni, detto Il Moretto. Divenne allora più attenta ai particolari. In questo dipinto la punta del suo pennello lambisce il braccio del Bambino; sulla tavolozza, appoggiata sopra la mensola del cavalletto, è pronta una miscela di colori; il merletto inamidato del collarino e dei polsini risalta sulla severa veste color morello, con maniche arricciate alle spalle, perfettamente in sintonia con la moda del tempo; sull'abito la pittrice indossa un grembiule da lavoro nero; i suoi capelli sono spartiti da una riga centrale e poi raccolti in una treccia che le gira intorno al capo, come un diadema.
Dolcissimo e tenero è l'abbraccio e il bacio della Madonna, il cui profilo ricorda quello delle sorelle di Sofonisba Anguissola.

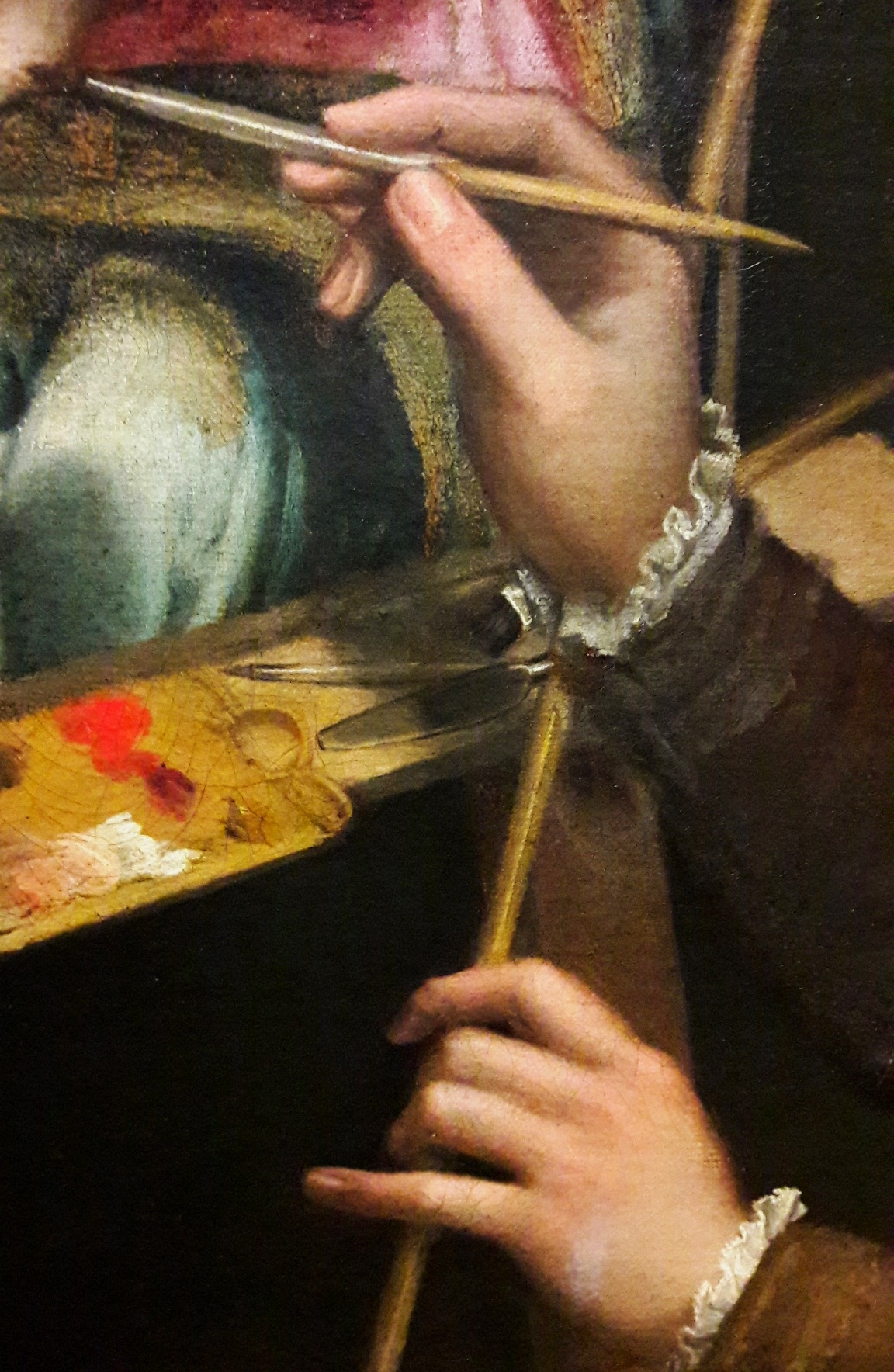
Sofonisba Anguissola, Autoritratto (dettaglio)

La datazione giusta di questo Autoritratto al cavalletto potrebbe essere il 1565, anno della morte di sua sorella Lucia Anguissola, che fu anch'essa pittrice. Questo spiegherebbe anche l'idea di quadro devozionale, dedicato alla Madonna con Bambino. Non si conosce il dipinto che è sul cavalletto e non si sa se sia stato poi realizzato.
Sofonisba Anguissola ha abitato per molti anni a Palermo e prima aveva vissuto in Spagna, come pittrice di corte e dama di compagnia della regina. Sposò nel 1573 un nobile siciliano, Fabrizio Moncada, fratello del viceré di Sicilia, che morì dopo cinque anni, in un naufragio nei pressi di Capri. Conobbe poi il nobile Orazio Lomellini e si risposò.

### Esposizioni
- Brescia. Il Rinascimento nell'Italia del nord, Varsavia, Museo Nazionale, 2 giugno - 28 agosto 2016